# Bočaji
Bočaji este o localitate din comuna Koper, Slovenia, cu o populație de 27 de locuitori.